# Northolt (stacja metra)
Northolt – stacja londyńskiego metra położona na trasie Central Line pomiędzy stacjami South Ruislip i Greenford. Stacja mieści się w piątej strefie biletowej, w dzielnicy Ealing, w zachodniej części miasta.
Stacja została otwarta przez Great Western Railway w 1907 jako Northolt Halt i stanowiła część połączenia New North Main Line do Birmingham. Została jednak zamknięta w 1948, kiedy to Central Line rozbudowywała połączenia z North Acton. Obecna stacja została otwarta 21 listopada 1948 roku. Początkowo otwarcie było planowane na lata 30. XX wieku, ale zostało opóźnione przez wybuch II wojny światowej.

## Połączenia
Stację obsługują autobusy linii 90, 120, 140, 282, 395 i E10, a także nocna N7.

## Galeria

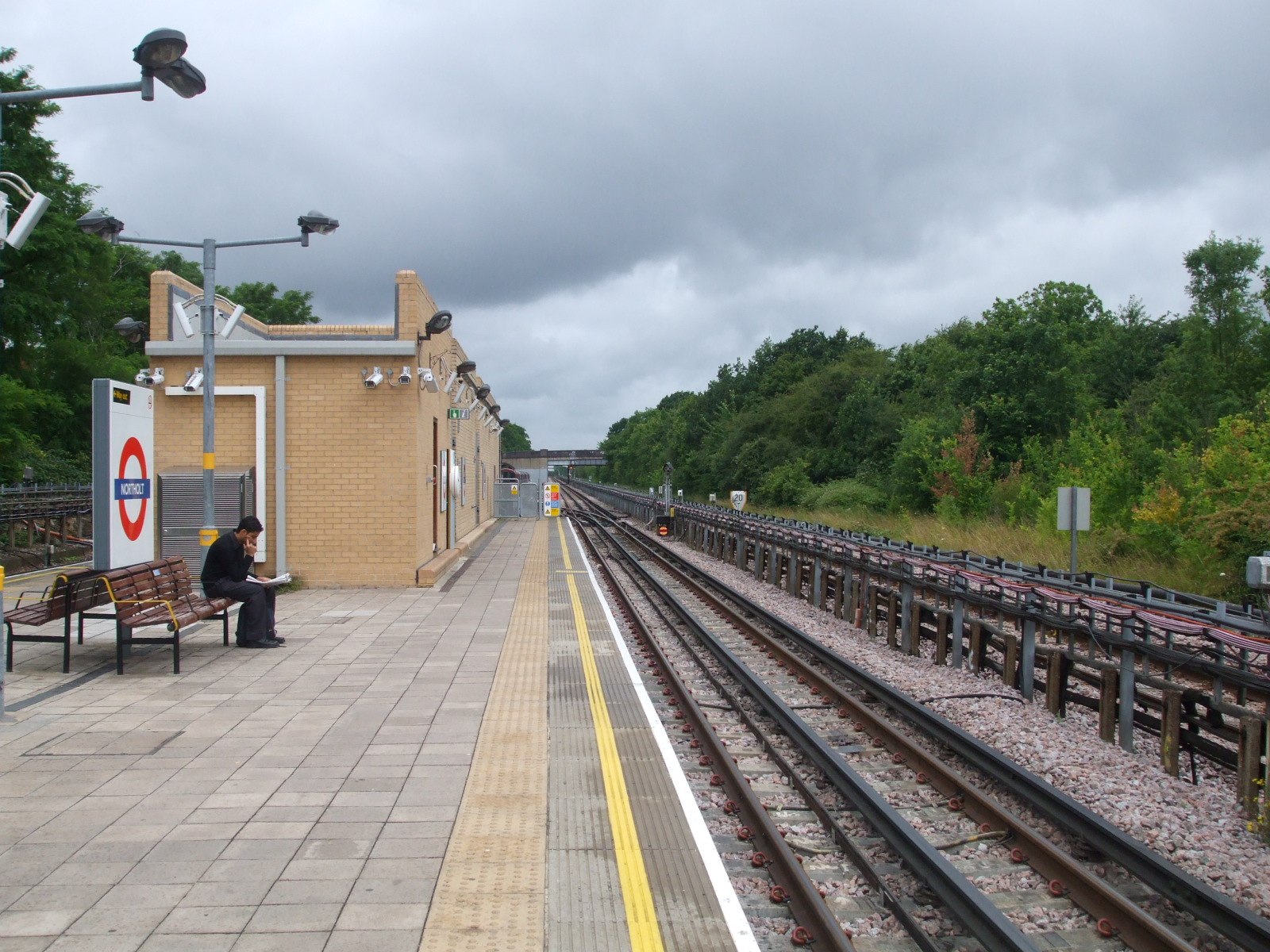
Widok na zachód
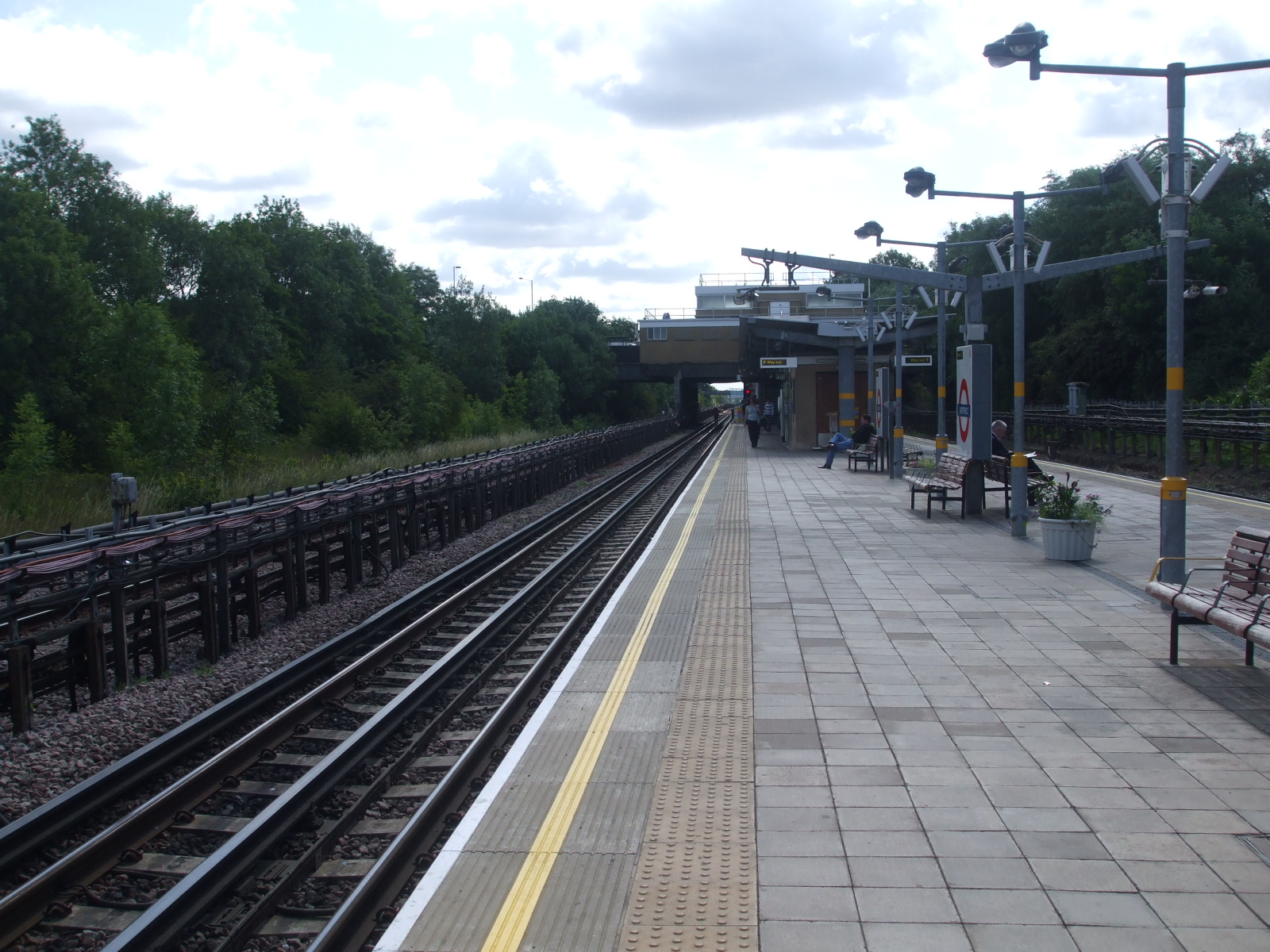
Widok na wschód
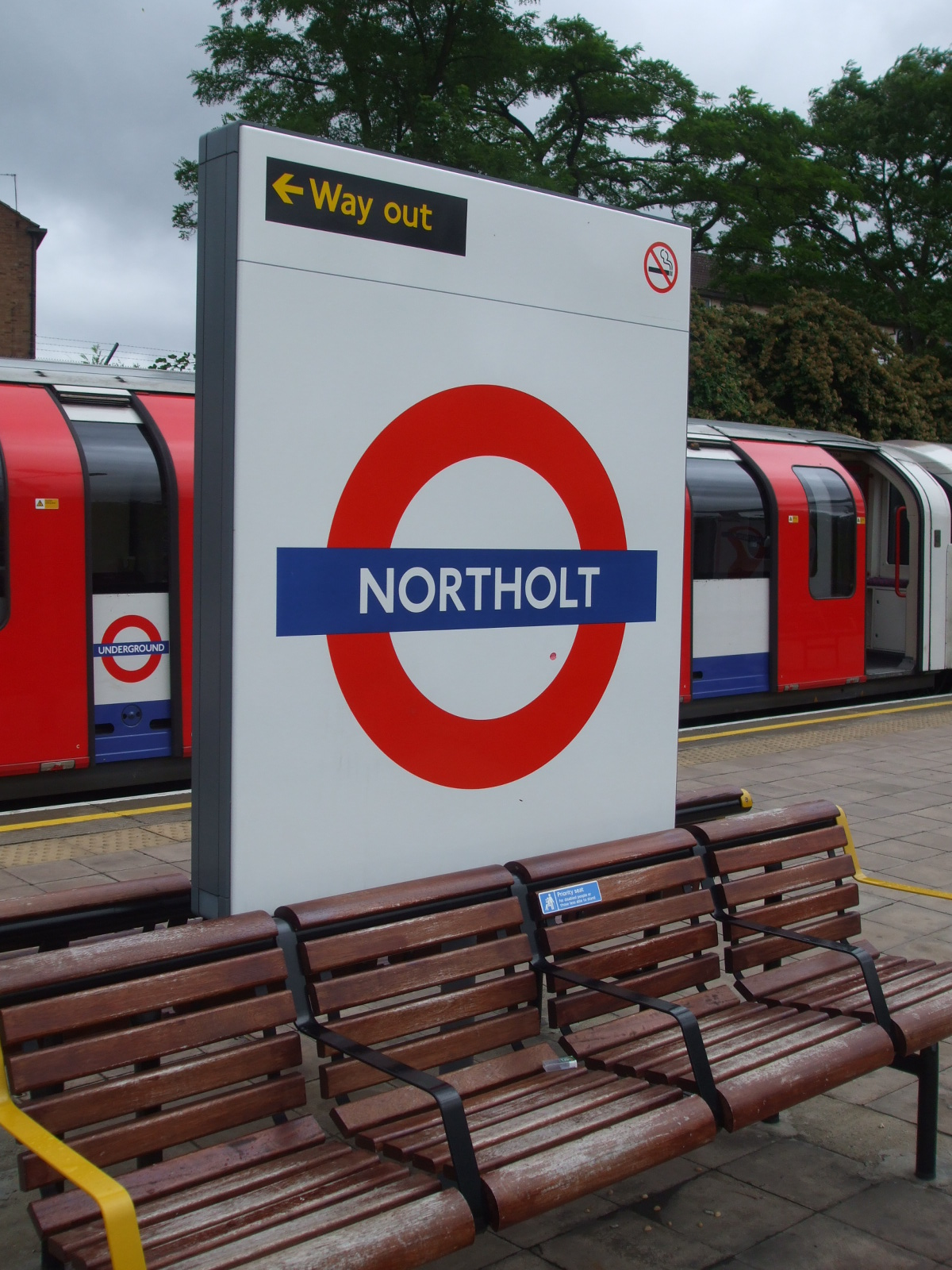
Symbol stacji